# ألما هانلون
ألما هانلون (بالإنجليزية: Alma Hanlon) هي ممثلة أمريكية، ولدت في 30 أبريل 1890 في نيوجيرسي في الولايات المتحدة، وتوفيت في 26 أكتوبر 1977 في مونتيري في الولايات المتحدة.

## وصلات خارجية
- ألما هانلون على موقع IMDb (الإنجليزية)
- ألما هانلون على موقع أول موفي (الإنجليزية)
- ألما هانلون على موقع قاعدة بيانات الفيلم (الإنجليزية)